# Ryō Kimura
 (novembre 2020).
Si vous disposez d'ouvrages ou d'articles de référence ou si vous connaissez des sites web de qualité traitant du thème abordé ici, merci de compléter l'article en donnant les références utiles à sa vérifiabilité et en les liant à la section « Notes et références ».
Ryō Kimura (木村了, Kimura Ryō) est un acteur japonais, né le 23 septembre 1988 à Mitaka (Tokyo).

## Filmographie

### Cinéma
- 2004 : Moonlight Jellyfish
- 2005 : The Last Love Song on This Little Planet / Saishu heiki kanojo
- 2006 : Catch a Wave
- 2006 : Saishuu Heiki Kanojo
- 2006 : Sugar & Spice ~Fuumi Zekka~
- 2007 : Waruboro
- 2007 : Heat Island
- 2007 : Flight Panic
- 2008 : Akai Ito
- 2010 : Saibancho ! Koko wa Choeki 4 nen de Dodesuka
- 2010 : Tokyo Island / Tokyo-jima
- 2011 : Usagi Drop
- 2019 : The Fable

### Drames
- 2004 : Division 1 Hokago
- 2004 : Water Boys 2
- 2004 : Return Match
- 2004 : Xmas Nante Daikirai
- 2005 : Yankee Bokou ni Kaeru
- 2005 : Karera no Umi (彼らの海)
- 2006 : Nodame Cantabile
- 2006 : After School | Houkago
- 2006 : Dance Drill
- 2006 : Seishun Energy Check it Out, Yo !! in Tokyo
- 2007 : Flight Panic
- 2007 : Fuurin Kazan
- 2007 : Hanazakari no Kimitachi e
- 2007 : Tokkyu Tanaka San Go
- 2007 : Tsubasa no oreta tenshitachi 2
- 2008 : Akai Ito
- 2008 : Hanazakari no Kimitachi e SP
- 2008 : Cat Street
- 2008 : Puzzle
- 2008 : Kyo wa Shibuya de Rokuji
- 2008 : Nodame Cantabile SP
- 2009 : Otomen
- 2010 : The Fugitive Lawyer | Tobo Bengoshi
- 2010 : Zettai Reido
- 2011 : BOSS Season 2
- 2011 : Yotsuba Jinja Ura Kagyo Shitsuren Hoken~Kokuraseya
- 2011 : Zettai Reido : Tokushu Hanzai Sennyu Sousa
- 2012 : Irodori Himura
- 2012 : 13-sai no Hello Work
- 2012 : Kazoku Hakkei ~ Nanase, Telepathy Girl's Ballad
- 2013 : Machigawarechatta Otoko
- 2013 : CLAMP Dorama Horikku xxxHOLiC
- 2018 : Konda Teru no Goho Reshipi
- 2019 : Doki no Sakura
- 2019 : Kamen Dosokai
- 2019 : Maison de Police
- 2020 : Kirin ga Kuru